# Néal (rivière)
 (juillet 2014).
Le Néal est une rivière de Bretagne, affluent droit de la Rance.

## Géographie
Le Néal prend sa source sur la commune de Miniac-sous-Bécherel (Ille-et-Vilaine). Il traverse les communes d'Irodouër, de Landujan et de Médréac, avant d'entrer dans le département des Côtes-d'Armor, où il sépare les communes de Guitté et de Plouasne, et de rejoindre la Rance en amont du barrage de Rophemel. 
Sa longueur est de 21,32 km

### Bassin versant
Le Néal traverse une seule zone hydrographique la Rance du Fremeur au barrage de Rophemel qui couvre une superficie de 374 km2.